# Apache Drill
Apache Drill — проект Apache Software Foundation, у рамках якого розвивається рушій для організації виконання SQL-запитів над напів-структурованими даними, що зберігаються в NoSQL-сховищах. Особливістю рушія є незалежність від схеми зберігання даних, що дозволяє організувати аналіз даних у різних сховищах без попереднього визначення їхньої структури (schema-free). Зокрема, Apache Drill дає можливість виконувати інтерактивні запити мовою ANSI SQL для складних або постійно змінюваних структур даних, включаючи формати JSON, ProtoBuf, XML, AVRO і Parquet, а також таблиці HBase, без необхідності завдання схеми зберігання.
Структура даних у сховищі розпізнається на льоту і перетворюється у внутрішню JSON-подібну модель даних, яка надає інформацію про структуру бази даних при виконанні SQL-запитів. Для обробки складних і вкладених типів даних в Apache Drill передбачено ряд розширень SQL. Як одне з практичних застосувань Apache Drill називається можливість інтеграції зав'язаних на SQL систем бізнес-аналітики і сховищ великих обсягів даних на основі Apache Hadoop або MongoDB, а також сполучення існуючих продуктів з Hadoop через штатні інтерфейси JDBC/ODBC.
Початковий код проекту написаний на мові Java.